# Ulrike Meyfarth
Ulrike Nasse-Meyfarth (Frankfurt am Main, 4 mei 1956) is een voormalige Duitse hoogspringster en tweevoudig olympisch kampioene.

## Biografie

### Olympisch kampioene op zestienjarige leeftijd
Meyfarth's talent kwam reeds op jonge leeftijd aan het licht. In 1971 werd ze op vijftienjarige leeftijd tweede op de Duitse kampioenschappen. Het jaar erop wist zij zich als derde te kwalificeren voor de Olympische Spelen van München. In München won ze met een sprong van 1,90 m en pakte het goud voor de Bulgaarse Jordanka Blagojeva (zilver) en de Oostenrijkse Ilona Gusenbauer (brons). Toen haar overwinning vast stond, liet Meyfarth de lat op de wereldrecordhoogte van 1,92 leggen. Ze sprong ook over deze hoogte.

### Moeilijke jaren
Na haar gouden medaille maakte ze zo'n moeilijke periode door, dat ze over die vierde september 1972 ooit zei: 'Ik heb die dag vervloekt'. Het begon ermee dat ze door haar middelmatige punten niet door de numerus clausus kwam en maar moeilijk binnen raakte in de sporthogeschool van Keulen. Daarnaast presteerde ze niet meer constant en kwam niet meer op hoogte. Op de Olympische Spelen van Montreal in 1976 kwalificeerde ze zich niet voor de finale. Bovendien wisselde ze van club en trainer. Op de EK's van 1974 en 1978 werd ze respectievelijk zevende en vijfde. En nauwelijks had ze zich moeizaam omhoog gewerkt, of de West-Duitsers besloten de Olympische Spelen van Moskou in 1980 te boycotten. Daardoor moest ze wachten op een nieuwe belangrijke overwinning tot de wereldbeker in Rome, een jaar later.

### Terug aan de top
Pas in 1982 trad Meyfarth weer uit de schaduw. Tijdens de Europese kampioenschappen in 1982 in Athene verbeterde ze het wereldrecord naar 2,02. Met deze hoogte werd ze Europees kampioene hoogspringen en in 1983 behaalde ze op de wereldkampioenschappen in Helsinki na een spannend duel met de Russin Tamara Bykova een zilveren medaille.
Op 21 augustus 1983 verbeterde ze op een atletiekwedstrijd in Londen samen met Tamara Bykova het wereldrecord tot 2,03. Vier dagen later sprong Bykova nog een centimeter hoger.
De Olympische Spelen van Los Angeles in 1984 waren het laatste grote toernooi waar Ulrike Meyfarth aan deelnam. Wegens een boycot vanuit de Oostbloklanden waren er minder sterke atleten dan anders. Met een sprong van 2,02 versloeg Meyfarth de titelverdedigster Sara Simeoni uit Italië en won hiermee twaalf jaar na haar eerste, haar tweede olympische medaille. Op dat moment was ze de jongste en tevens de oudste olympisch kampioene hoogspringen. De cirkel was rond. Meyfarth noemde het 'mijn komische carrière'.
Wegens haar sportieve prestaties was Meyfarth zeer populair. Van 1981 tot 1984 werd ze viermaal op rij in Duitsland tot sporter van het jaar verkozen. De stad Wesseling, waar Ulrike Meyfarth opgroeide, vernoemde op 23 mei 2004 het stadion, dat tot dusver Kronenbuschstadion heette, naar haar en doopte dit om tot Ulrike-Meyfarth-Stadion.
Meyfarth woont in Odenthal, is in 1987 getrouwd met Roland Nasse en heeft twee dochters.

## Titels
- Olympisch kampioene hoogspringen - 1972, 1984
- Europees kampioene hoogspringen - 1982
- Europees indoorkampioene hoogspringen - 1982, 1984
- West-Duits kampioene hoogspringen - 1973, 1975, 1979, 1980, 1981, 1982, 1983
- West-Duits indoorkampioene hoogspringen - 1975, 1976, 1979, 1980, 1981, 1984

## Persoonlijke records
| Onderdeel              | Prestatie | Datum            | Plaats |
| ---------------------- | --------- | ---------------- | ------ |
| hoogspringen (outdoor) | 2,03 m    | 21 augustus 1983 | Londen |
| hoogspringen (indoor)  | 1,99 m    | 7 maart 1982     | Milaan |

## Onderscheidingen
- Duits sporter van het jaar - 1981, 1982, 1983, 1984

1928: Ethel Catherwood ·
1932: Jean Shiley ·
1936: Ibolya Csák ·
1948: Alice Coachman ·
1952: Esther Brand ·
1956: Mildred McDaniel ·
1960: Iolanda Balaș ·
1964: Iolanda Balaș ·
1968: Miloslava Rezková ·
1972: Ulrike Meyfarth ·
1976: Rosemarie Ackermann ·
1980: Sara Simeoni ·
1984: Ulrike Meyfarth ·
1988: Louise Ritter ·
1992: Heike Henkel ·
1996: Stefka Kostadinova ·
2000: Jelena Jelesina ·
2004: Jelena Slesarenko ·
2008: Tia Hellebaut ·
2012: Anna Tsjitsjerova ·
2016: Ruth Beitia ·
2020: Maria Lasitskene ·
2024: Jaroslava Mahoetsjich
- Gemeinsame Normdatei: 11858197X
- World Athletics: 14350960
- International Standard Name Identifier: 0000 0000 1385 8023
- Virtual International Authority File: 37708853
- WorldCat: E39PBJxhkK4TkwFBHWvVqbdxXd